# Campionati mondiali di bob 1989
I Campionati mondiali di bob 1989, quarantunesima edizione della manifestazione organizzata dalla Federazione Internazionale di Bob e Skeleton, si sono disputati a Cortina d'Ampezzo, in Italia, per le sole gare maschili, per le sole gare maschili, sulla Pista olimpica Eugenio Monti, il tracciato sul quale si svolsero le competizioni del bob ai Giochi di Cortina d'Ampezzo 1956 e le rassegne iridate maschili del 1937 (unicamente nel bob a due), del 1939 (soltanto nel bob a quattro), del 1950, del 1954, del 1960, del 1966 (solo bob a due in quanto venne cancellata la gara a quattro) e  del 1981 in entrambe le specialità. La località italiana ha ospitato quindi le competizioni iridate per la sesta volta nel bob a quattro e per la settima nel bob a due uomini.
L'edizione ha visto prevalere la Svizzera che si aggiudicò una medaglia d'oro e due d'argento sulle sei disponibili, sopravanzando la Germania Est vincitrice di un oro e un bronzo. I titoli sono stati infatti conquistati nel bob a due uomini da tedeschi orientali Wolfgang Hoppe e Bogdan Musiol e nel bob a quattro dagli svizzeri Gustav Weder, Curdin Morell, Bruno Gerber e Lorenz Schindelholz.

## Risultati

### Bob a due uomini
Campioni mondiali in carica erano gli svizzeri Ralph Pichler e Celeste Poltera, non presenti sul podio in questa edizione, e il titolo è stato quindi conquistato dai tedeschi orientali Wolfgang Hoppe e Bogdan Musiol, entrambi reduci dalla medaglia d'argento olimpica vinta a Calgary 1988 e con Hoppe al suo terzo alloro iridato nel bob a due dopo quelli vinti a Cervinia 1985 e a Schönau am Königssee 1986, davanti alla coppia svizzera formata da Gustav Weder e Bruno Gerber e a quella sovietica di origine lettone guidata dal campione olimpico in carica di specialità Jānis Ķipurs (vincitore a Calgary 1988 con Vladimir Kozlov) con il compagno Aldis Intlers, tutti quanti alla loro prima medaglia iridata.
| Pos. | Atleti                       | Nazione          |
| ---- | ---------------------------- | ---------------- |
|      | Wolfgang Hoppe Bogdan Musiol | Germania Est     |
|      | Gustav Weder Bruno Gerber    | Svizzera         |
|      | Jānis Ķipurs Aldis Intlers   | Unione Sovietica |

### Bob a quattro
Campione mondiale in carica era il quartetto svizzero composto da Hans Hiltebrand, Urs Fehlmann, Erwin Fassbind e André Kiser, non presenti sul podio in questa edizione, e il titolo è stato quindi conquistato dai connazionali Gustav Weder, Curdin Morell, Bruno Gerber e Lorenz Schindelholz, davanti all'altro equipaggio elvetico formato da Nico Baracchi, Christian Reich, Donat Acklin e René Mangold, tutti alla loro prima medaglia iridata di specialità,  e alla compagine tedesca orientale costituita da Wolfgang Hoppe, Bodo Ferl, Bogdan Musiol e Ingo Voge, con Voge già campione nella specialità a quattro a Cervinia 1985 e argento olimpico a Calgary 1988 con Hoppe e Musiol, e gli altri già vincitori di un argento mondiale in edizioni precedenti (Ferl nel 1985, Hoppe e Musiol a Sankt Moritz 1987).
| Pos. | Atleti                                                      | Nazione      |
| ---- | ----------------------------------------------------------- | ------------ |
|      | Gustav Weder Curdin Morell Bruno Gerber Lorenz Schindelholz | Svizzera     |
|      | Nico Baracchi Christian Reich Donat Acklin René Mangold     | Svizzera     |
|      | Wolfgang Hoppe Bodo Ferl Bogdan Musiol Ingo Voge            | Germania Est |

## Medagliere
| Posizione | Nazione          | Oro | Argento | Bronzo | Totale |
| --------- | ---------------- | --- | ------- | ------ | ------ |
| 1         | Svizzera         | 1   | 2       | 0      | 3      |
| 2         | Germania Est     | 1   | 0       | 1      | 1      |
| 2         | Unione Sovietica | 0   | 0       | 1      | 1      |
| Totale    | Totale           | 2   | 2       | 2      | 6      |